# SAGA Development
SAGA Development — українська девелоперська компанія, заснована в листопаді 2016 року як «Riverside Development». 2018 року назву змінено на SAGA Development.
Реалізує проекти житлової нерухомості в Києві та Одесі. Засновник та Голова — Андрій Вавриш.

## Проекти
- Rybalsky — реновація промислової зони на Рибальському острові у житловий район, концепцію якого було розроблено за результатами міжнародного архітектурного конкурсу
- New York Concept House — комплекс із внутрішнім двором, дитмайданчиком, зарядками для електрокарів[1], розташований на вул. Антоновича, 74
- Chicago Central House — житловий комплекс у діловому центрі Києва[2]
- Kandinsky Odessa Residence — апартаменти на Французькому бульварі в Одесі
- Resident Concept House — будинок на Володимирській
- Einstein Concept House — будинок в центрі Києва із системою безпеки Ajax Systems[3]
- San Fransisco Creative House — ж/к поруч з м. Нивки
- Bristol Comfort House — ЖК комфорт-класу на Деміївці
- Happy House — ж/к біля м. Берестейська в Києві[4]
- Philadelphia Concept House — ж/к на Кловському узвозі в Києві
- Washington Concept House — ж/к на вулиці Лабораторній в Києві
- O2 Residence — ж/к в сосновому лісі біля озера[5]
- Saga City Space — ж/к в історичній частині Подолу
- Boston Creative House — ж/к

## Нагороди
- 2017 — девелоперська компанія року (Property Awards)
- 2017 — найкращий проект житлової нерухомості (ЖК Chicago Central House, CP AWARDS)[6]
- 2017 — найкращий майбутній проект в житловій нерухомості (ЖК Chicago Central House, EEA Project Awards)[7]
- відкриття року, ЖК New York (Building awards)
- ЖК з найкращою архітектурою, ЖК New York, друге місце (Realt Golden Key)[8]
- Гран-прі «Компанія року» за версією The best RED proffesionals[9]